# Tossal Gros (Massoteres)
El Tossal Gros és una muntanya de 612 metres que es troba al municipi de Massoteres, a la comarca catalana de la Segarra.